# Akerys
Akerys est un groupe français spécialisé dans l’immobilier, en particulier l’investissement locatif, dirigé par Alain Cotte, Hervé de Galbert et Robert Léon.

## Les filiales
Le groupe est présent sur les marchés de la promotion immobilière et de l'épargne des particuliers à travers quatre branches.

### Akerys Commercialisation
- IFB France (200 conseillers indépendants)
- Aktif+ (10 conseillers exclusifs)
- Atelys (télémarketing)
- TéléContact (télémarketing)

### Akerys Capital
Akerys Capital regroupe principalement trois métiers : 
- le courtage en assurances et cautions,
- le courtage en crédits immobiliers,
- la distribution de produits de placements.

### Akerys Promotion
Akerys Promotion est la filiale de promotion immobilière, elle est présente sur l’ensemble des marchés de l’immobilier résidentiel : accession à la propriété, investissement locatif, résidences avec services (étudiants...) et logement social.

### Belvia Immobilier
La société AKERYS Services Immobiliers a changé de dénomination sociale à effet du 1er octobre 2012 et a désormais été renommée Belvia Immobilier.
Belvia Immobilier regroupe les métiers de la location, de l’administration de biens (gestion immobilière et syndicat de copropriété) et de la transaction immobilière sur immeubles et fonds de commerce.
Depuis le 1er novembre 2013, la société Belvia Immobilier a été cédée par le groupe AKERYS au groupe TALIS et est indépendante.
En 2015, le groupe Citya rachète Belvia Immobilier.

## Historique
En 1986, la société 4M Promotion est constituée. Elle gère l'activité de promotion et de maîtrise d'ouvrage du Groupe. En 1991, la société 4M recentre son activité sur la réalisation de biens immobiliers éligibles aux premiers dispositifs fiscaux incitatifs (lois Méhaignerie, Mermaz…).
La création de la société VIF (recherche et placement des locataires) a lieu en 1990.
En 1994, création du Groupe IFB (réseau de commerciaux).
En 1995, création de la holding Actif+, création de Cap Gestion et rachat des agences Logi Soleil, Gespi et Jean-Jaurès (sociétés d'administration de biens).
En 1996, création de la filiale IFPI chargée de développer des réseaux de commerciaux sur toute la France et création de Exell Sécurité (sécurité et hygiène sur les chantiers des sociétés de promotion).
En 1998, création de la filiale Télécontact (télémarketing).
En 2000, la Financière Gratte-Ciel est constituée à l’occasion de l’ouverture du capital du Groupe ACTIF+. Deux nouveaux actionnaires majoritaires entrent au capital: Natexis Industrie et Deutsche Bank. Mise en place d'un conseil de surveillance et d’un directoire. Maxime Basaïa en est le président.
En 2002, première participation dans le Groupe IFB. La branche Promotion du Groupe créé Prestigium, (résidences haut de gamme) et Finaxis (opérations de copromotion).
En 2004, cession  de 100 % du groupe IFB à Financière Gratte-Ciel. Cession de Financière Gratte-Ciel au holding Groupe Gratte-Ciel, contrôlé majoritairement par QUALIS, nouvel actionnaire majoritaire, et par Natexis Industrie, aux côtés des fondateurs et des dirigeants.
En 2005, le Groupe Gratte-Ciel est rebaptisé AKERYS.
En 2006, le Groupe QUALIS et les dirigeants d’AKERYS rachètent 100 % des titres jusqu’alors détenus par les fondateurs d’ACTIF+, les salariés, les partenaires commerciaux et Natexis-Industrie. François Jouven devient président.
En 2007, regroupement de toutes les filiales sous la holding AKERYS Participation.
En 2010, Philippe Sorret prend la présidence du Groupe.
En 2011, Alain Cotte, Hervé de Galbert et Robert Léon succèdent à Philippe Sorret à la direction du Groupe.
En 2012, le groupe Akerys scinde ses activités en plusieurs sociétés, chacune allant gérer de manière autonome une activité du groupe. Akerys Capital devient Theseis Capital, Akerys Services Immobiliers devient Belvia Immobilier.
En 2013, la société Belvia Immobilier a été cédée par le groupe AKERYS au groupe TALIS. Belvia Immobilier est désormais une société indépendante du groupe AKERYS.

## Principaux dirigeants
Direction : Alain Cotte, Hervé de Galbert et Robert Léon (depuis juin 2011)
Président du conseil d'administration d'Akerys SAS : François Jouven
Alain Cotte est décédé le 11 novembre 2012.

## Principaux actionnaires (au 30 juin 2010)
- SCA Qualis (fonds d’investissement) : 39,38 %
- Management et  partenaires commerciaux: 15,62 %
- Investisseurs Financiers : 45 %

## Controverse sur la méthode Akerys dans l'immobilier locatif défiscalisé
Le 3 juin 2009, l’Union fédérale des consommateurs—Que choisir dépose une plainte auprès du tribunal de grande instance de Paris contre le groupe pour « tromperie », estimant qu‘il a établi des programmes dans des villes en pénurie de demande locative. Selon l'UFC Que choisir, la « tromperie » provient du fait que plusieurs commerciaux ont présenté l’avantage fiscal comme une certitude, sans clairement expliquer aux investisseurs les risques liés à l’investissement dans l’immobilier locatif.
Rapidement, dès le 5 juin 2009, Akerys annonce son intention de poursuivre l'UFC Que choisir pour diffamation, intention qu’il concrétise le 20 juillet suivant. Le groupe rappelle à cette occasion avoir établi un zonage de la demande locative plus restrictif que le zonage officiel issu de la loi Scellier afin de limiter les risques de vacance locative. Il avance aussi une moyenne de 2 mois pour trouver un locataire, et que seuls 50 cas sont juridiquement accompagnés sur 30 000 logements livrés sur les 5 dernières années.
Le 29 mars 2011, le tribunal de grande instance de Paris relaxe l'UFC Que Choisir au bénéfice de la bonne foi, tout en estimant que les affirmations d’UFC Que Choisir étaient bien diffamatoires et n’avaient pas été prouvées.
L'émission Envoyé spécial « Les robiens de la colère » diffusée le 17 avril 2008, évoque le cas d'un particulier qui a obtenu une décision du tribunal de grande instance de Toulouse le 20 janvier 2011 (1re chambre, dossier 09/01726) condamnant IFB et AKERYS Promotion. Le jugement stipule notamment que « la Sté AKERYS PROMOTION et la Sté IFB se sont rendues coupables de méthodes commerciales déloyales à [son] égard ».
Ouest-France rapporte le 28 juillet 2015 que la moitié des copropriétaires d'une résidence située à Beaupréau ont assigné Akérys pour dol en avançant que « la rentabilité locative promise par les commerciaux était déconnectée de la réalité du marché ».